# タケコプター

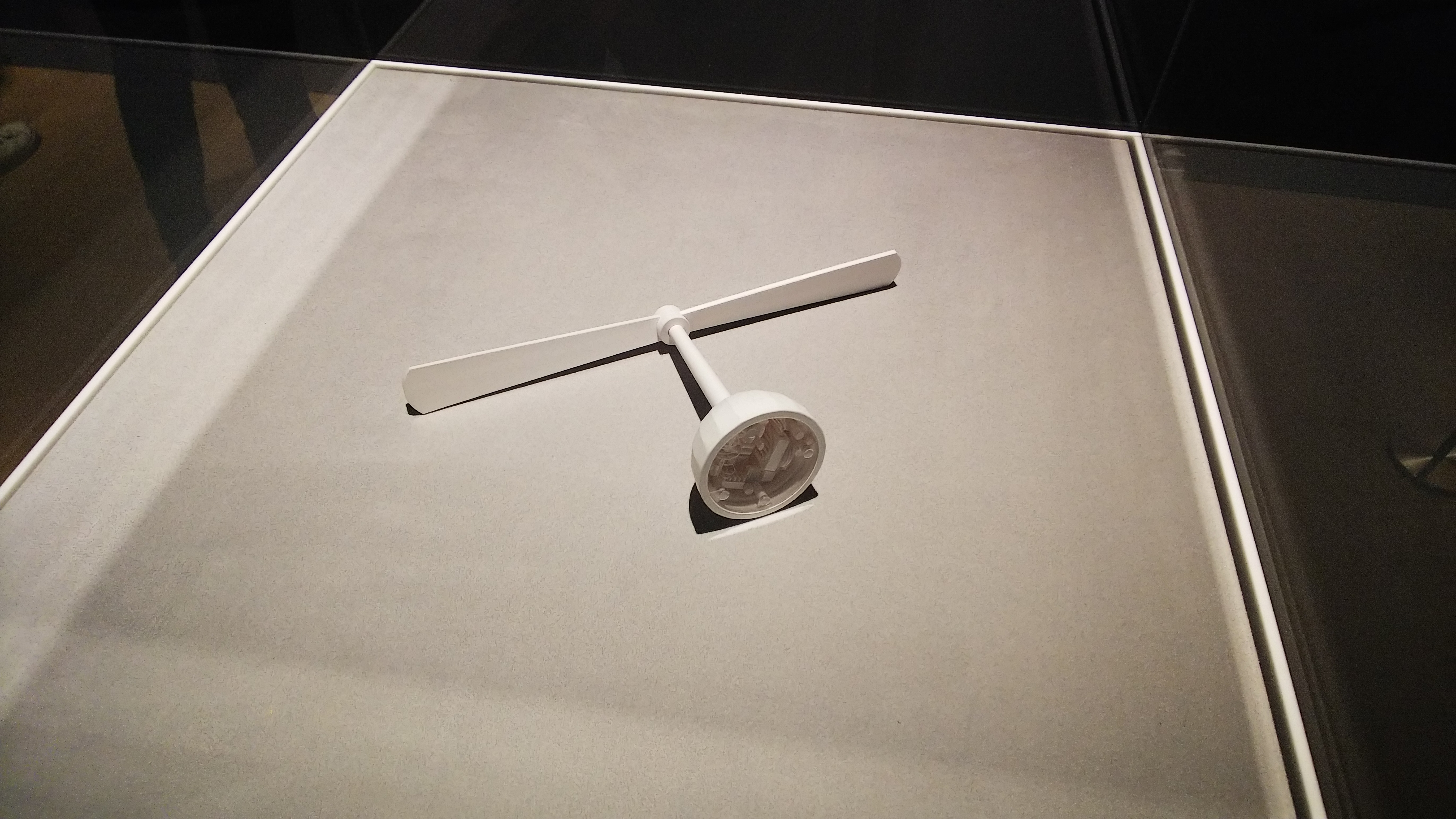
タケコプター

タケコプターは、藤子・F・不二雄の漫画『ドラえもん』に登場するひみつ道具。どこでもドアと並び、作中で多用される道具の1つ。

## 名称
連載初期は「ヘリトンボ」と名付けられていた（第1話「未来の国からはるばると」初出時）。「タケコプター」の名称の初出は『小学三年生』1970年6月号掲載作品だが、このエピソードが単行本に収録された際、「ヘリトンボ」に直されていた。その後しばらくの間「ヘリトンボ」と「タケコプター」の名称が混在しており、一度だけ、『幼稚園』1973年3月号掲載「はりええほんドラえもん」において「たけとんぼへりこぷたー」とされたこともある。
テレビアニメ第1作（1973年放送）では「ヘリトンボ」で統一されていたが、テレビアニメ第2作1期（1979年から2005年まで放送）からは「タケコプター」で統一されている。その理由は一説に、「ヘリトンボ」という単語が聞き取りづらかったからだといわれる。その後しばらくして、原作においても「タケコプター」で統一されるようになり、既存の話における「ヘリトンボ」表記も「タケコプター」に順次変更された。現在、てんとう虫コミックスをはじめとする単行本では全て「タケコプター」表記となっているが、藤子・F・不二雄大全集では初出時に「ヘリトンボ」の名称が使われた話のみ、そのまま「ヘリトンボ」と表記されている。
アメリカ版では「Hopter（ホプター）」と呼ばれている。韓国版では「竹」+「ヘリコプター」を掛け合わせた"대나무 헬리콥터"と呼ばれている。

## 形状
竹とんぼの軸の下方に小さい半球を取り付けた形をしている。なお、半球ではなく薄い小型の円盤（オセロの石に近い）を取り付けた形で登場する場面もある。原作では統一されていないが、テレビアニメ第2作1期では中期ごろより半球型で統一されるようになる。各種図解では半球型で統一されている。
テレビアニメ第1作ではそのどちらでもなく円錐型であった。また1977年より1978年まで『てれびくん』の附録冊子に連載されていた漫画（しのだひでお作画）でも同じく円錐型とされていた。

## 概要
通常は頭頂部に装着して使用する。
始動方法の異なる2種類、および飛行原理の異なる2種類の機種が存在する。始動方法の異なる2種類とは、体につけた状態でボタンスイッチを押すと始動するタイプと、「飛びたい」という思念を受けると始動するタイプの機種のこと。どちらもよく使われている。前者の場合、頭に乗せる前にスイッチを押すと、タケコプターが勝手に飛んでいってしまうおそれがある。
飛行原理の異なる2種類とは、強力な揚力を発生させて飛ぶタイプと、反重力を発生させて飛ぶタイプのこと。作中では前者を使用しているとみられる場面が散見される。一方、1980年発表の図解では前者、1986年以降の現在に至り発表されている図解では後者だとしている。
反重力を発生させて飛ぶタイプは、始動すると使用者を包むように反重力場が発生するようになっている。そのため、ボタンスイッチを押すと始動するタイプの場合は、体のどの部位に装着しても飛行できるようになっている。作品初期ではドラえもんが背中に付けている描写が見られる。一般的には頭部に装着して使用するため、頭部以外の場所に装着する者はほとんどいない。しかし揚力を発生させて飛ぶタイプは、タケコプターが揚力を有しており、衣服の上に装着すると衣服だけが飛んでいってしまうことがあり、それを防ぐためにドラえもんが背中に付けたこともある。一方、帽子の上から装着しても問題無く飛行していることもある。
空中だけでなく、水中（それも水圧のかなり高いところ）でも使用できる。ただし、暴風雨が吹き荒れる中の使用は風に負けて吹き飛ばされてしまうため困難である。またバッテリー駆動であり、80km/hで連続8時間利用するとバッテリーが上がってしまう。4時間駆動・20時間停止の間欠使用でバッテリーを長持ちさせられる。また極度の低温下ではバッテリーが冷えて機能しなくなることがある。映画『ドラえもん のび太と竜の騎士』からは充電式になった。

## 機能・性能

### 揚力を発生させるタイプの機能・性能
揚力を発生させるバージョンの内部図解は『ドラえもんひみつ全百科』（『てれびくん』1980年6月号付録）でのみ発表されている。
- 接着面： 強力きゅうちゃく板（きょうりょくきゅうちゃくばん。「テレパシーそうち」が付いており、使用者の思念により脱着を操作することが可能）
- スターター： スイッチ（半球部分にあるボタン）
- 方向転換のための装置： 小がたコンピューター
- 軸部分にある装置： 回てんぞうふくそうち
- プロペラ： スーパーウイング
- 揚力： 100キログラム、200キログラム[14]

「強力きゅうちゃく板」にはタコの足のように円形のイボがいくつも付いている。図解では「強力きゅうちゃく板」の説明図の脇にタコの挿絵があり、タコに「しんせきかな?」と言わせている。このことから「強力きゅうちゃく板」は吸盤をモチーフとしているということを示唆している。また「板」と書いて「ばん」と読ませていることから、「板」は吸盤の「盤」の誤字である可能性がある。ちなみに反重力場を発生させるバージョンではこれを受けて「万能吸着盤」という名称を使用している。

### 反重力場を発生させるタイプの機能・性能
藤子の漫画『ドラえもん』の作中では揚力を発生させるタイプを使用する描写が散見されるが、1986年以降に発売された各種百科本では反重力場を発生させるタイプの図解のみを使用している。そのため表向きはこちらが公式設定とされている可能性がある。
- 接着面： 万能吸着盤[16][17]、牽引ビーム[18]、けん引ビーム[19]
- スターター： スイッチ（半球部分にあるボタン）[17][19]、念波キャッチ始動開始型コンピューター（軸部分上端の球状部分にある）[16]。スターターを持たないため、手で羽を軽く動かす必要がある、とする資料もある[18]。
- 動力： 小型バッテリー2個[18][17]、内蔵電池[16]、小型電池2個[19]
- 電動機： 強力モーター[18][17][19]。
- 方向転換のための装置： コンピューター（脳波で動く）[16]、コンピュータ（脳波で動く）[17][19]
- プロペラ： 反重力ボード 反重力パネル[18][19]、プロペラ（反重力場発生装置つき）[16][17]

## 関連品
映画『ドラえもん のび太のひみつ道具博物館』では、歴代タケコプターが登場する。
てんとう虫コミックススペシャル「ザ・ドラえもんズ スペシャル」『ドラドラ7 4コマ劇場』（スペシャル9巻に収録）では、ドラリーニョが「タケコプター」の代用として発明した「タビコブタ」「タベコブター」が登場するが、何の役にも立っていない。
タケノコプター
原作漫画の「あべこべの星」（てんとう虫コミックス『ドラえもん』第17巻収録）のアニメ化作品に登場する道具。
「地球と左右方向、男女性別などがあべこべとなっている惑星にて、ドラえもんに相当するキャラクターが所有するタケノコを模した道具」という設定は共通するが、テレビアニメ第2作第1期とテレビアニメ第2作第2期で機能が異なる。
テレビアニメ第2作第1期「あべこべの星」（1992年10月2日放送、DVD『ドラえもん コレクション・スペシャル 秋の1』に収録）では、頭頂部に設置してプロペラが回転するところまではタケコプターと同じだが、一瞬飛行した直後落下し、土に体が完全に埋まるというもの。本来の用途は不明。
テレビアニメ第2作第2期「あべこべの星」（2009年7月3日放送）では、タケコプターより遅い速度で飛行することのできる道具となっている。
イエコプター
アニメ第2作第2期「イエコプター」（2013年5月24日放送）に登場する道具。
家屋用の巨大なタケコプター。屋根に取り付け、家ごと飛行することで旅行を楽しめる道具。操縦は専用のコックピットを屋内に取り付けて行う。タケコプターと同じくバッテリー式で、緊急時は足こぎタイプの自家発電機能でエネルギーを確保する。なお、家が元いた場所を離れても、電話などのライフラインは問題なく機能する。
ヌンチャクコプター
てんとう虫コミックス「ドラえもんゲームコミック ザ･ドラえもんズ」の『神の力を手に入れろ!』（ドラえもんズ1巻に収録）に登場する道具。
王ドラの道具。タケコプターから羽を取り去って代りにヌンチャクを取り付けたもので、これを頭に付けて頭から敵目掛けて突撃することで、次々に相手を攻撃できる。但し多用すると、使用者の目が回ってしまう。
映画監督ロボ/バーガー監督
映画『ドラえもん のび太の宇宙英雄記』に登場。頭部にタケコプターと同様の装置があり飛行可能。
ひくコプター
アニメ第2作第2期「ステキな道具は交換で！？」（2025年5月17日放送）に登場する道具。
タケコプターの劣化版。ドラえもん日く「高い所が苦手な人もなんのその!低空で飛ぶ安心設計」とのこと。プロペラは通常のタケコプターより大きな黄緑色の四枚羽で軸も長い。軸と軸の下方の部分は銀白色でタケコプターと同様に頭頂部に装着して使用する。ドラえもんとのび太が使用した場合はつま先から地面まで目測数十センチで飛行し、移動速度は徒歩より遅い。

## 用語
方こう性きのう
揚力を発生させるタイプにおいて、使用者の体の変化や思考を「小がたコンピューター」が読み取り、方向や飛行速度を迅速に変えることのできる機能。
ちなみに反重力場を発生させるバージョンでは、脳波で動くコンピュータに脳波を伝えてプロペラの回転速度を変化させ、それにより重力場の方向を操って自在に飛ぶことができるようになっている。ただし、これを方向性機能と呼ぶかは不明。

## 用例
漫画『ドラえもん』で、ドラえもんがポケットから出したひみつ道具第1号。ひみつ道具の中では比較的安価らしく、常に数本ストックされている。のび太は常にドラえもんからタケコプターを何本か借りて、自分のポケットに入れてあるらしく、ドラえもんがいない場面でも、このタケコプターで空を飛ぶ場面が何度か見受けられる。また、のび太の机の引き出しにも数本ほど常備されている。
25年後の世界では、のび太の息子のノビスケも使用している。また22世紀の世界では、セワシの友人たちも皆使用していることから、この道具が個人用の飛行手段として広く普及していることがわかる。
映画ドラえもんではすべての作品に登場している。エンジントラブルが起こる際、のび太が最初にその被害に遭っている。
「ドラえもんひみつ道具大事典」ではモブキャラがドラえもんからタケコプターを借りるシーンがあり、帽子、カツラ、靴の裏、自転車に取り付けて飛ぼうとしたが、靴や帽子が脱げる等で皆落ちてしまった（自転車に付けた人は制御不能になったようで、飛ぶ自転車にしがみつき泣いていた）。これを見たドラえもんは「色んなところに付けているんだなぁ」と呟いていた。

## 実世界での研究
柳田理科雄の『空想科学読本』
ヘリコプターなどと同じ原理のつもりで実際にタケコプターを製作しても翼面積が不足しており、また角運動量保存の法則の観点からも飛ぶことはできない。このことは、柳田理科雄著の『空想科学読本』にて、プロペラの回転力によって飛ぶのなら体ごと空中に持ち上げることはできず、使用者は体がばらばらになって死亡した挙句頭皮だけがはがれて飛んでいってしまうと指摘された。
ただし、公式設定『最新ドラえもん秘密百科 1』によればタケコプターは「プロペラの回転によって反重力場が体の周囲に発生し、それによって飛ぶ」とされている。もっとも前述のとおり過去にはタケコプターが揚力で飛行する設定も公表されており、後の『空想科学読本8』において、柳田は反重力で飛んでいるのだとしたら考証はできないとの旨を述べており、実際、その他の研究および商品化などは全て揚力で飛ぶ前提で進められている。
初出「未来の国からはるばると」ではドラえもんから尻に付けられたのび太はズボンが脱げて転落してしまい、下半身はパンツ一枚、頭にコブを作った姿で「あいつ、ほんとうにたよりになるのかなぁ」と渋い顔をしながら歩くラストになっている。
大学入試
千葉大学が1999年に飛び級入試を行った際、「タケコプターは実現可能であるか」を問う問題が出題され、解答は可能、不可能どちらでもよく通常の入試では判断できない個性を見るためにどのように解いていくかが目的で、これを取り上げたフジテレビの番組『トリビアの泉 ～素晴らしきムダ知識～』で取材に答えた同大学教授大坪泰文は不可能の場合は頭に着けると体はそれと逆に回る力が働いて体も回転し続けるはずだが作中ではそうなっていない、可能の場合はヘリコプターのように横に小さなタケコプターを着けて体の回転を抑える、が解答例。問題にある選択肢の4つの道具の1つであり、残りの3つはエネルギー節約熱気球、消光電球、望遠メガフォンであった。
また、平成14年度大学入試センター試験・総合理科にも、ひみつ道具の実現性について問う穴埋め問題が出題された。この問題では、どこでもドアとスモールライトが取り上げられた。

## 実世界での商品化
形状はやや違うものの、タケコプターをつけたドラえもん型のラジコンヘリコプターや、プレイヤーが頭にタケコプター型のコントローラを載せることで画面内のドラえもんの飛行を操作する体感テレビゲーム『ドラえもん 体感タケコプター! ～空とぶ大冒険～』といった商品が市販されている。
日本飛行協会の長島宏行は、タケコプターのような空を飛べる道具が実際にあった場合に免許が必要かどうかについて、「航空法第11条但書では、ひとり乗りの場合には機体の重量が180kgよりも軽く、プロペラや車輪や座席が備わったものを超軽量動力機という。ハンググライダーにエンジンや車輪、座席をつけたものがこれにあたるが、タケコプターはこれに該当しないので、航空機と見なされず、飛行機のそばを飛んではいけないなどの制限はいくつかあるが、免許は必要ない」と述べている。
長野県松本市のGEN Corporationでは一人乗りヘリコプター「GEN H-4」の製造・販売をしている。世界最小のヘリコプターとしてギネスブックにも認定されている（乾燥重量75kg、エンジン125cc×4基、二重反転ローター直径4m）。
なお日本テレビの『ザ!鉄腕!DASH!!』ではTOKIOの城島茂が実際に実写版タケコプター（TV内の名称は城島茂のタケコプター＝「シゲコプター」）をさまざまな材料を用いて製作すると言う企画が放送されたが、結果として巨大なものとなった。BGMは前週の予告編では「ドラえもんのうた」が使用されたが、放送時には「夢をかなえてドラえもん」が使用された。